# أوغوستو بيدرو دي سوزا
أوغوستو بيدرو دي سوزا (بالبرتغالية: Augusto Pedro de Souza‏) (5 نوفمبر 1968 في برازيليا في البرازيل – )؛ هو لاعب كرة قدم سابق كان يلعب كلاعب وسط.

## وصلات خارجية
- أوغوستو بيدرو دي سوزا على موقع رابطة كرة القدم اليابانية للمحترفين (اليابانية)
- أوغوستو بيدرو دي سوزا على موقع قاعدة بيانات كرة القدم.إي يو (الإنجليزية)
- أوغوستو بيدرو دي سوزا على موقع Soccerway.com (الإنجليزية)
- أوغوستو بيدرو دي سوزا على موقع عالم كرة القدم.نت (الإنجليزية)